# Panenteizam
Panenteizam (sa značenjem „sve-u-Bogu”, od grčkog πᾶν pân, „sve”, ἐν en, „u” i Θεός Theós, „Bog”) je verovanje da božanstvo prožima i interpenetrira svaki deo univerzuma, a takođe se proteže izvan prostora i vremena. Ovaj termin je skovao nemački filozof Karl Kraus 1828. godine, kako bi razlikovao ideje Georga Vilhelma Fridriha Hegela (1770–1831) i Fridriha Vilhelma Jozefa Šelinga (1775–1854) o pogledu Boga i univerzuma od pretpostavljenog panteizma Baruha Spinoze. Za razliku od panteizma, koji smatra da su božansko i univerzum identični, panenteizam održava ontološku razliku između božanskog i nebožanskog i značaja oba.
- U panenteizmu se Bog posmatra kao duša univerzuma, univerzalni duh prisutan svuda, koji istovremeno „nadilazi” sve stvoreno.
- Dok panteizam tvrdi da je „sve Bog”, panenteizam tvrdi da je Bog veći od univerzuma. Neke verzije panenteizma sugerišu da univerzum nije ništa drugo do manifestacija Boga. Pored toga, neki oblici ukazuju na to da je univerzum sadržan u Bogu,[2] kao u kabalskom konceptu cimcuma. Takođe je hinduistička misao u znatnoj meri okarakterisana panenteizmom i panteizmom.[3][4] Međutim, osnovna tradicija na kojoj je izgrađen Krausov koncept je neoplatonska filozofija i njeni naslednici zapadna filozofija i pravoslavna teologija.

## U filozofiji

### Drevna grčka filozofija
Religijska uverenja neoplatonizma mogu se smatrati panenteističkim. Plotin je podučavao da postoji neizrecivi transcendentni Bog („Jedini”, τὸ Ἕν) od kojeg su naknadne stvarnosti bile emanacije. Od „Jednog” potiče božanski um (nus, Νοῦς) i kosmička duša (psiha, Ψυχή). U neoplatonizmu sam svet je Bog (prema Platonovom Timaju 37). Ovaj koncept božanstva povezan je sa konceptom logosa (Λόγος), koji je nastao vekovima ranije sa Heraklitom (oko 535–475. p. n. e.). Logos prožima kosmos, odakle sve misli i sve stvari potiču, ili kao što je Heraklit rekao: „Onaj koji me ne čuje, već Logosa reći će: Sve je jedno”. Neoplatonisti poput Jambliha pokušali su da pomire ovu perspektivu dodajući još jednu hipostazu iznad prvobitne monade sile ili dunamisa (Δύναμις). Ova nova sveprožimajuća monada obuhvatila je svu kreaciju i njene prvobitne nestvorene emanacije.

### Moderna filozofija
Baruh Spinoza je kasnije tvrdio da „Što god bilo, to je u Bogu, a bez Boga ništa ne može biti, ni začeti.” „Pojedinačne stvari nisu ništa drugo nego modifikacije atributa Boga ili načina na koji se atributi Božji izražavaju na fiksni i određeni način.” Iako su Spinozu nazivali „prorokom” i „princom” panteizma, u pismu Henriju Oldenburgu Spinoza kaže da: „što se tiče stanovišta izvesnih ljudi da ja poistovećujem boga s prirodom (uzetom kao svojevrsna masa ili telesna materija), oni greše”. Za Spinozu je univerzum (kosmos) mod sa dva atributa mišljenje i proširenje. Bog ima beskonačno mnogo drugih svojstava koja nisu prisutna u našem svetu.
Prema nemačkom filozofu Karlu Jaspersu, kada je Spinoza napisao „Deus sive Natura” (Bog ili priroda) Spinoza nije nameravao da kaže da su Bog i priroda međusobno zamenljivi pojmovi, već da je Božja transcendencija potvrđena njegovim beskonačno mnogobrojnim atributima, i da su dve osobine poznate ljudima, naime misao i proširenje, označavali Božju imanentnost. Nadalje, Marselj Geri je predložio termin „panenteizam”, a ne „panteizam” kako bi opisao Spinozin pogled na odnos između Boga i sveta. Svet nije Bog, ali jeste, u snažnom smislu, „u” Bogu. Ipak, američki filozof i samoproglašeni panenteista Čarls Hartšorn je Spinozinu filozofiju nazvao „klasičnim panteizmom” i razlikovao Spinozinu filozofiju od panenteizma.
Godine 1828, nemački filozof Karl Kraus (1781–1832) želeći da izmiri monoteizam i panteizam, skovao je termin panenteizam (od starogrčkog izraza πᾶν ἐν θεῷ, pān en theṓ, doslovno „sve u bogu”). Ovo shvatanje Boga uticalo je na transcendentaliste Nove Engleske, poput Ralfa Volda Emersona. Izraz je popularisao Čarls Hartšorne u svom razvoju teologije procesa, a takođe je bio blisko povezan sa Novom mišlju. Formalizacija ovog termina na Zapadu u 19. veku nije bila nova; o njemu su hiljadama godina pisani filozofski traktati u kontekstu hinduizma.
Filozofi koji su prihvatili paneteizam uključuju Tomasa Hila Grina (1839–1882), Džejmsa Vorda (1843–1925), Endru Set Pringl-Patisona (1856–1931) i Samjuel Aleksandra (1859–1938). Počevši od četrdesetih godina prošlog veka, Hartšorn je ispitivao brojne Božje koncepcije. On je preispitao i odbacio panteizam, deizam i pandeizam u korist panenteizma, konstatujući da takva „doktrina sadrži sav deizam i pandeizam, osim njihovih proizvoljnih negacija”. Hartšorn je Boga formulisao kao biće koje bi moglo postati „savršenije”: On ima apsolutno savršenstvo u kategorijama za koje je apsolutno savršenstvo moguće i relativno savršenstvo (i.e. superiornost nad svim drugima) u kategorijama u kojima savršenstvo ne može biti precizno utvrđeno.

## Literatura
- Ankur Barua, "God’s Body at Work: Rāmānuja and Panentheism," in: International Journal of Hindu Studies, 14,1 (2010), pp. 1–30.
- Philip Clayton and Arthur Peacock (eds.), In Whom We Live and Move and Have Our Being; Panentheistic Reflections on God's Presence in a Scientific World, Eerdmans (2004)
- Bangert, B.C. (2006), Consenting to God and nature: Toward a theocentric, naturalistic, theological ethics, Princeton theological monograph ser. 55, Pickwick Publications, Eugene.
- Cooper, John W (2006). Panentheism: The Other God of the Philosophers. ISBN 9780801027246.. Baker Academic
- Davis, Andrew M. and Philip Clayton (eds.) (2018). How I Found God in Everyone and Everywhere, Monkfish Book Publishing  9781939681881
- Thomas Jay Oord (2010). The Nature of Love: A Theology. ISBN 978-0-8272-0828-5..
- Joseph Bracken, "Panentheism in the context of the theology and science dialogue", in: Open Theology, 1 (2014), 1–11 (online).
- Marbaniang, Domenic (2011). Epistemics of Divine Reality. POD. ISBN 9781105160776.
- Pickover, Cliff, The Paradox of God and the Science of Omniscience, Palgrave/St Martin's Press, 2001.  1-4039-6457-2
- Collins, Francis, The Language of God: A Scientist Presents Evidence for Belief, Free Press, 2006.  0-7432-8639-1
- Miles, Jack, God: A Biography, Vintage, 1996.  0-679-74368-5
- Armstrong, Karen, A History of God: The 4,000-Year Quest of Judaism, Christianity and Islam, Ballantine Books, 1994.  0-434-02456-2
- Paul Tillich, Systematic Theology, Vol. 1 (Chicago: University of Chicago Press, 1951).  0-226-80337-6
- Hastings, James Rodney (1925—2003) [1908–26]. Encyclopedia of Religion and Ethics. John A Selbie (Volume 4 of 24 (Behistun (continued) to Bunyan.) изд.). Edinburgh: Kessinger Publishing, LLC. стр. 476. ISBN 978-0-7661-3673-1. „The encyclopedia will contain articles on all the religions of the world and on all the great systems of ethics. It will aim at containing articles on every religious belief or custom, and on every ethical movement, every philosophical idea, every moral practice.”
- Addey, Crystal. 2014. Divination and Theurgy in Neoplatonism: Oracles of the Gods.	Farnham; Burlington : Ashgate.
- Blumenthal, Henry J., and E. G. Clark, eds. (1993). The Divine Iamblichus: Philosopher and Man of Gods. Proceedings of a Conference held at the University of Liverpool on 23–26 September 1990. Bristol, UK: Bristol Classical Press.
- Catana, Leo 2013. "The Origin of the Division between Middle Platonism and Neoplatonism." Apeiron: A Journal for Ancient Philosophy and Science 46: 2: 166-200.
- Chiaradonna, Riccardo and Franco Trabattoni eds. 2009. Physics and Philosophy of Nature in Greek Neoplatonism: Proceedings of the European Science Foundation Exploratory Workshop, Il Ciocco, Castelvecchio Pascoli, 22–24 June 2006. Leiden, The Netherlands: Brill.
- Chlup, Radek. (2012). Proclus: An Introduction. Cambridge, UK: Cambridge University Press.
- Dillon, John M. and Lloyd P. Gerson eds. (2004). Neoplatonic Philosophy. Introductory Readings. Indianapolis: Hackett Publishing Co.
- Gersh, Stephen. 2012. "The First Principles of Latin Neoplatonism: Augustine, Macrobius, Boethius." Vivarium 50.2: 113-138.
- Gerson, Lloyd P. ed. (1996). The Cambridge Companion to Plotinus. Cambridge: Cambridge University Press.
- Gertz, Sebastian R. P. (2011). Death and Immortality in Late Neoplatonism: Studies on the Ancient Commentaries on Plato's Phaedo. Leiden: Brill.
- Hadot, Ilsetraut. 2015. "Athenian and Alexandrian Neoplatonism and the Harmonization of Aristotle and Plato."  Translated by Michael Chase. Leiden; Boston: Brill.
- O’Meara, Dominic J. Plotinus: An Introduction to the Enneads. Oxford: Oxford University Press. 1993.
- Rangos, Spyridon. 2000. "Proclus and Artemis: On the Relevance of Neoplatonism to the Modern Study of Ancient Religion." Kernos 13: 47-84.
- Remes, P. (2008). Neoplatonism. Stocksfield, UK: Acumen.
- Remes, Pauliina and Slaveva-Griffin, Svetla eds (2014). The Routledge Handbook of Neoplatonism. New York: Routledge.
- Smith, Andrew. (1974). Porphyry’s Place in the Neoplatonic Tradition: A Study in Post-Plotinian Neoplatonism. The Hague: Martinus Nijhoff.
- Whittaker, Thomas. (1901). The Neo-Platonists: A Study in the History of Hellenism. Cambridge: Cambridge University Press.
- Aland, Barbara (1978). Festschrift für Hans Jonas. Vandenhoeck & Ruprecht. ISBN 978-3-525-58111-7.
- Albrile, Ezio (2005), „Gnosticism: History of Study”,  Ур.: Jones, Lindsay, MacMillan Encyclopedia of Religion, MacMillan
- Bauer, Walter (1979), Orthodoxy and Heresy in Earliest Christianity, Fortress, ISBN 978-0-8006-1363-1
- Brakke, David (2010), The Gnostics: Myth, Ritual, and Diversity in Early Christianity, Harvard University Press, ASIN B004Z14APQ
- Broek, Roelof van den (1996), Studies in Gnosticism and Alexandrian Christianity
- Broek, Roelof van den (2013), Gnostic Religion in Antiquity, Cambridge University Press
- Burstein, Dan (2006). Secrets of Mary Magdalene. CDS Books. ISBN 978-1-59315-205-5.
- Cohen, Arthur A.; Mendes-Flohr, Paul (2010), 20th Century Jewish Religious Thought
- Conze, Edward (1967), „Buddhism and Gnosis”,  Ур.: Bianchi, U., Origins of Gnosticism: Colloquium of Messina, 13–18 April 1966
- Conze, Edward (1975), „Buddhist prajna and Greek Sophia”, Religion, 5 (2): 160—167, doi:10.1016/0048-721X(75)90017-2
- Dillon, Matthew J. (2016), „Gnosticism Theorized: Major Trends and Approaches to the Study of Gnosticism”,  Ур.: DeConick, April D., Religion: Secret Religion, MacMillan Reference US[мртва веза]
- Dunderberg, Ismo (2008), Beyond gnosticism: myth, lifestyle, and society in the school of Valentinus, Columbia University Press
- Dunn, James D.G. (2016), „"The Apostle of the Heretics": Paul, Valentinus, and Marcion”,  Ур.: Porter, Stanley E.; Yoon, David, Paul and Gnosis, Brill, стр. 105—118, ISBN 9789004316690, doi:10.1163/9789004316690_008
- Ehrman, Bart D. (2003), Lost Christianities, Oxford University Press
- Filoramo, Giovanni (1990). A History of Gnosticism. Oxford: Basil Blackwell. ISBN 978-0631187073.
- Freke, Timothy; Gandy, Peter (2002), Jesus and the Lost Goddess: The Secret Teachings of the Original Christians, Three Rivers Press, ISBN 978-0-00-710071-2
- Freke, Timothy; Gandy, Peter, De mysterieuze Jezus. Was Jezus oorspronkelijk een heidense god?, Uitgeverij Synthese
- Green, Henry (1985). Economic and Social Origins of Gnosticism. Scholars Press. ISBN 978-0-89130-843-0.
- Haardt, Robert (1967). Die Gnosis: Wesen und Zeugnisse. Otto-Müller-Verlag, Salzburg. стр. 352 pages.. translated as Haardt, Robert (1971). Gnosis: Character and Testimony. Leiden: Brill.
- Halsall, Guy (2008), Barbarian migrations and the Roman West, Cambridge University Press, ISBN 978-0-521-43491-1
- Hoeller, Stephan A. (2002). Gnosticism – New Light on the Ancient Tradition of Inner Knowing. Wheaton: Quest. стр. 257 pages. ISBN 978-0-8356-0816-9.
- Huidekoper, Frederic (1891), Judaism at Rome: BC 76 to AD 140, D. G. Francis
- Jonas, Hans (1993). Gnosis und spätantiker Geist vol. 2:1–2, Von der Mythologie zur mystischen Philosophie. Göttingen: Vandenhoeck & Ruprecht. ISBN 978-3-525-53841-8.
- King, Charles William (1887). The Gnostics and Their Remains.

## Spoljašnje veze
- Culp, John. „Panentheism”.  Ур.: Zalta, Edward N. Stanford Encyclopedia of Philosophy.